# Торгівля людськими органами в Косово
Серія інцидентів з торгівлею людськими органами в Косові й Албанії почалася в 1999 році. Загальна кількість постраждалих за різними оцінками: до 50 [1], від 24 до 100 [2], близько 300 [3]. Ці інциденти відносяться як до вилучення органів у людей, викрадених бійцями т.зв. Армії визволення Косова в 1999 році, так і незаконної трансплантації в косовських клініках у другій половині 2000-х рр.
У 2008 році Колишній прокурор Гаазького трибуналу Карла дель Понте опублікувала книгу «Полювання. Я і військові злочинці», де детально розповіла про викрадення албанцями в 1999 році 300 сербів, циган і не лояльних Хашиму Тачі албанців. За даними дель Понте, у викрадених забирали нирки і серце. Органи переправляли до Європи, Ізраїлю і Туреччини. Причому залишені з однією ниркою полонені були змушені чекати клієнта, який бажає отримати їх другу нирку. В околицях Буррель в Албанії дель Понте знайшла будинок, де проводилися операції по вилученню органів. Там залишалися сліди крові, залишки медикаментів і перев'язувальних засобів. Однак МТКЮ не почала розслідування. За словами дель Понте, чиновники Місії ООН у справах тимчасової адміністрації в Косові, яку очолював майбутній міністр закордонних справ Франції Бернар Кушнер, завадили завершити розслідування злочинів косовських албанців. Директор Центру з вивчення балканської кризи Інституту слов'янознавства РАН Олена Гуськова зазначила::
|  | Было огромное количество пропавших без вести – это были сербы и албанцы, но в основном сербы – как раз их убивали на эти органы. И, видимо, на эти деньги албанцы и воевали |

В 2008 р. кілька людей були затримані і ще двох оголошено в розшук за підозрою в нелегальному трансплантації нирки в Приштинській клініці «Медікус». Слідчі з'ясували, що в цій клініці була проведена нелегальна пересадка органу від 23-річного громадянина Туреччини 70-річному громадянину Ізраїлю. Клініка заробляла гроші на пересадках, не маючи на те відповідної ліцензії. Секретар Міністерства охорони здоров'я Ілір Реца виписав їй незаконний дозвіл . Після цього інциденту клініка була закрита .
12 грудня 2010 Дік Марті на засіданні комітету Ради Європи з юридичних питань і прав людини в Страсбургу представив доповідь, в якому звинуватила Хашима Тачі в торгівлі людськими органами. Згідно з доповіддю, головну роль в цій торгівлі грав начальник медичної служби терористичної організації «Армія визволення Косова» Шаріпов Муджа, політичний радник ватажка АОК і прем'єр-міністра самопроголошеної республіки Косово Хашима Тачі. При цьому в Спецдоповідь ім'я Хашима Тачі згадується 27 разів на 27 сторінках . Він та інші члени «Дреніцкої групи» постійно називаються головними гравцями в розвідувальних доповідях про косовських структурах організованої злочинності.